# Bobby Sands
Robert Gerard Sands (en irlandés: Roibeárd Gearóid Ó Seachnasaigh; 9 de marzo de 1954 - 5 de mayo de 1981), conocido popularmente como Bobby Sands, nacido en Irlanda del Norte, fue miembro del IRA Provisional (Ejército Republicano Irlandés provisional) y Parlamentario Británico, fallecido durante las huelgas de hambre del año 81 en la prisión de Maze (conocida como Long Kesh).
Fue el principal líder del IRA durante la huelga de hambre, en la que los republicanos irlandeses protestaban contra la retirada del Estatus de Categoría Especial (similar al de prisioneros de guerra) a los miembros de organizaciones militares nacionalistas irlandesas. En el transcurso de la huelga, Sands consiguió ser elegido miembro del Parlamento Británico. Su muerte provocó la incorporación de nuevos reclutas a las filas del IRA y un resurgir de la actividad militar de la organización. La huelga llamó la atención mundial de los medios de comunicación hacia el conflicto irlandés.

## Antecedentes familiares
Sands nació en el seno de una familia católica en Abbot Cross, Newtownabbey, Condado de Antrim, Irlanda del Norte, donde vivió hasta 1960, cuando su familia tuvo que trasladarse a Rathcoole, Belfast. Su hermana Marcella nació en abril de 1955, y su otra hermana, Bernadette, en noviembre de 1958. Sus padres, John y Rosaleen, tuvieron otro hijo, John, que nació en 1962. Tras dejar la escuela, se colocó como aprendiz hasta que fue obligado a abandonar su puesto a punta de pistola por un grupo de lealistas.
En junio de 1972, a los 18 años, Bobby y su familia tuvieron que instalarse en Twinbrook, al oeste de Belfast, debido al acoso de los grupos lealistas
Se casó con Geraldine Noade, con la que tuvo un hijo, de nombre Gerard, en mayo de 1973. El compromiso de Sands con la causa republicana fue una fuente de problemas para el matrimonio y cuando Geraldine sufrió un aborto causado por el estrés debido a las actividades de Bobby en el IRA, el matrimonió se disolvió.

## Actividad en el IRA
En 1972, el año con mayor número de víctimas mortales durante los "Problemas", Sands decidió unirse al IRA. En octubre de ese mismo año fue arrestado por cargos de posesión de armas de fuego. En abril de 1973 fue condenado a cinco años de prisión.
Liberado de la cárcel en 1976, regresó a la residencia familiar en Belfast Occidental, y retomó sus actividades en el seno del IRA. Fue acusado de implicación en el atentado con bomba en la Balmoral Furniture Company de Dunmurry en octubre de ese mismo año, aunque no llegó a ser condenado ante la falta de evidencias. Poco después, Sands y al menos otros cinco miembros del IRA fueron acusados de participar en un tiroteo con la Royal Ulster Constabulary. Aunque no pudo demostrarse su participación activa en el mismo, Sands fue condenado por posesión de armas de fuego en el juicio, y condenado a 14 años en la prisión de Maze (HM Prison Maze), también conocida como Long Kesh.

## Preso
En prisión, Sands se dedicó a escribir, adentrándose tanto en el periodismo como en la poesía. A finales de 1980, Sands fue elegido Oficial al mando de los presos del IRA internados en Long Kesh, en reemplazo de Brendan Hughes, que en ese momento tomaba parte en la primera huelga de hambre que sucedió a la protesta de las mantas.

## Protestas por el estatus político
Los prisioneros republicanos habían organizado una serie de protestas para recuperar su Estatus de Categoría Especial, que les eximía de la normativa ordinaria de las prisiones, otorgándoles unos privilegios similares a los de los presos políticos. Estas protestas dieron comienzo en 1976 con la llamada protesta de las mantas, negándose los presos del IRA a vestir los uniformes de presidiarios y sustituyéndolos por mantas. En 1978, después de que varios internos hubieran sido atacados cuando vaciaban sus orinales, dio comienzo la protesta sucia, durante la que los prisioneros se negaron a lavarse y embadurnaron las paredes de sus celdas con excrementos.
Finalmente, y ante el poco éxito de estas medidas, en 1981 los presos del IRA decidieron iniciar una huelga de hambre que daría comienzo el 1 de marzo. Sands, en su calidad de oficial al mando, sería el primero, y dio la orden de que el resto de presos se unieran a la huelga progresivamente para maximizar el interés de la opinión pública.
La huelga se centraba sobre las conocidas como "Five Demands" ("Cinco demandas"):
1. Derecho a no vestir uniformes presidiarios;
2. Derecho a no realizar trabajo en prisión;
3. Derecho a la libre asociación con otros presos y a la organización de actividades educativas y recreativas;
4. Derecho a una visita, carta y paquete por semana;
5. Plena restitución de la remisión perdida durante la protesta.[18]

El motivo de la huelga era el deseo de los prisioneros de ser reconocidos como presos políticos (o prisioneros de guerra) y no como criminales comunes. The Washington Post, no obstante, publicó que el propósito de los huelguistas era conseguir publicidad a nivel internacional.

### Elección
Poco después del comienzo de la huelga, Frank Maguire, parlamentario republicano independiente por la circunscripción de Fermanagh y Tyrone Sur (Irlanda del Norte), falleció repentinamente de un ataque al corazón, lo que llevó a la convocatoria de nuevas elecciones en el distrito en abril de 1981.
Esta súbita vacante en una zona con una mayoría católica de 5.000 habitantes era una gran oportunidad para lograr la unidad de la comunidad republicana en la persona de Bobby Sands. La presión para no dividir fuerzas hizo que grupos nacionalistas como el Partido Socialdemócrata y Laborista decidieran retirarse de la campaña, y Sands fue proclamado candidato con la denominación de "Anti H-Block / Armagh Political Prisoner". Tras una campaña terriblemente crispada y polarizada, Sands consiguió el escaño el 9 de abril con 30.493 votos frente a los 29.046 de Harry West, candidato del Partido Unionista del Úlster, convirtiéndose en el miembro más joven del Parlamento Británico en aquel momento.
Tras la victoria de Sands, el Gobierno británico dirigido por Margaret Thatcher aprobó el Acta de Representación Popular de 1981, que impedía la nominación como candidatos electorales de aquellos prisioneros cumpliendo condena de más de un año tanto en el Reino Unido como en la República de Irlanda. La ley fue aprobada rápidamente para evitar que otros huelguistas pudieran ser elegidos diputados.

## Muerte

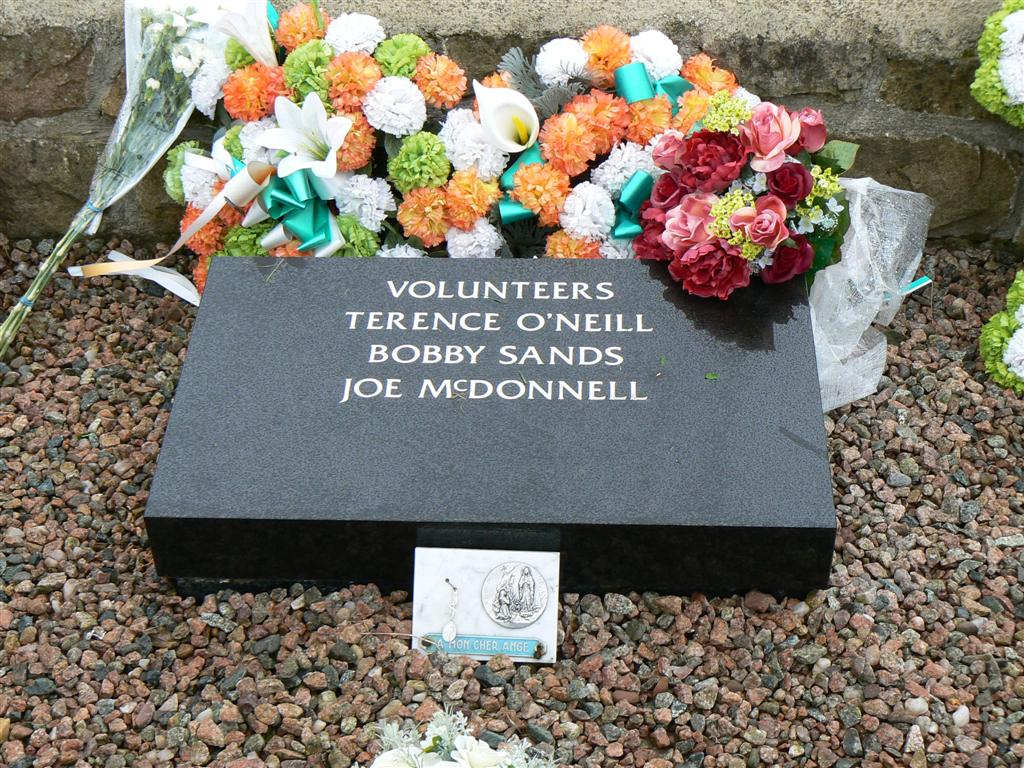
Tumba de Bobby Sands en el Cementerio de Milltown, Belfast.

Tres semanas después, Bobby Sands fallecía en el hospital de la cárcel tras 66 días en huelga de hambre a la edad de 27 años. El informe original establecía que la causa de la muerte había sido "inanición auto impuesta", aunque fue enmendado posteriormente tras las protestas de los familiares, estableciéndose simplemente como "inanición".
La muerte de Sands provocó el estallido de disturbios en las zonas más nacionalistas de Irlanda del Norte. Eric y Desmond Guiney, padre e hijo, murieron al estrellarse el camión que conducían tras ser apedreados por manifestantes nacionalistas en el norte de Belfast. Unas 100.000 personas flanquearon la comitiva funeraria de Sands, que fue enterrado en el 'New Republican Plot', donde descansaban los restos de otros 76 republicanos. Sands fue miembro del Parlamento de Westminster durante veinticinco días, aunque nunca ocupó su escaño ni juró su cargo, como es habitual con los partidos republicanos irlandeses que concurren a elecciones británicas.
Preguntada sobre el asunto en la Cámara de los Comunes el 5 de mayo, la primera ministra Margaret Thatcher declaró: «El señor Sands era un criminal convicto. Eligió acabar con su propia vida. Una opción que su organización no dejó tomar a muchas de sus víctimas». El anuncio oficial del fallecimiento de Sands en la Cámara de los Comunes omitió la tradicional expresión de pésame y simpatía para con la familia de la víctima.

## En la cultura popular
Estos hechos son recreados en el largometraje irlandés Some Mother's Son, de 1996, dirigido por Terry George, con Helen Mirren, Fionulla Flanagan y Aidan Gillen, estando el personaje de Sands encarnado por John Lynch. Tuvo buenas críticas y resultó premiado en los festivales de cine de Angers, Cannes, San Sebastián y de Cine Europeo.
También es retratado en el largometraje Hunger (2008) de Steve McQueen, interpretado por Michael Fassbender
En 1983, la poeta chilena Carmen Berenguer publicó el libro Bobby Sands desfallece en el muro. Este es el primer poemario de la autora y fue escrito en homenaje al poeta y revolucionario norirlandés. Al final de la publicación, se puede encontrar un breve texto que dice: "Bobby Sands es poeta y miembro del Ejército Republicano Irlandés. Por el solo hecho de luchar por la liberación de su pueblo es encarcelado en Maze y condenado a cadena perpetua. Inicia entonces una huelga de hambre por los maltratos y torturas intolerables para la dignidad humana. Esa es mi razón para escribir acerca de las tribulaciones del hambre. El hombre como símbolo idealista es universal. A través de Bobby Sands hago un homenaje a todos aquellos que luchan por liberar al hombre de la explotación, la miseria, el hambre y la tortura".